# Pontacq
Pontacq är en kommun i departementet Pyrénées-Atlantiques i regionen Nouvelle-Aquitaine i sydvästra Frankrike. Kommunen ligger i kantonen Pontacq som tillhör arrondissementet Pau. År 2022 hade Pontacq 2 916 invånare.
Pontacq är främst känt för sin vintillverkning, Pontak, ett Bordeauxvin som tillverkas i regionen var i 1700-talets Sverige synonym för rödvin i största allmänhet.

## Befolkningsutveckling
Antalet invånare i kommunen Pontacq
| Referens: INSEE |